# تيراب
تيراب رمزها «TI» (بالإنجليزية: Tirap)‏ ، هو تقسيم إداري لدولة الهند تتبع ولاية أروناجل برديش (بالإنجليزية: Arunachal  Pradesh)‏ ، مركزها هو مدينة خونسا (بالإنجليزية: Khonsa)‏ عدد سكانها حسب تعداد سنة 2001 هو 100,227 ، مساحتها 2,362 كم² وكثافة السكان 42 لكل كم² .